# Monts Yandang
Les monts Yandang (chinois simplifié : 雁荡山 ; chinois traditionnel : 雁蕩山 ; pinyin : yàn dàng shān) se situent sur le territoire de la ville-préfecture Wenzhou dans la province chinoise du Zhejiang.

## Géographie
Le massif se compose des :
- monts Yandang du nord (北雁荡山), situés à 68 km au nord du centre ville ;
- monts Yandang du sud (南雁荡山) ;
- monts Yandang du centre (中雁荡山) ;
- monts Yandang de l'est (东雁荡山) ;
- monts Yandang de l'ouest (西雁荡山).

Les plus hauts sommets sont dans les monts du nord avec l'aiguille Baigang (百岗尖) qui culmine à 1 150 m d'altitude et dans les monts du sud avec le pic Mingwang (明王峰) qui culmine à 1 077,7 m d'altitude.

## Parc national des monts Yandang

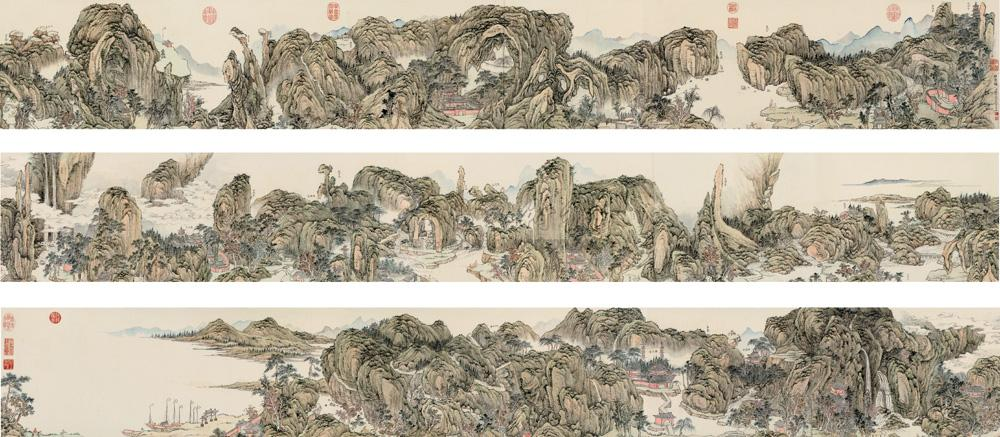
Estampe de Qian Weicheng représentant les monts Yandang.

La parc paysager des monts Yandang (雁荡山风景名胜区) a été proclamé parc national le 8 novembre 1982.

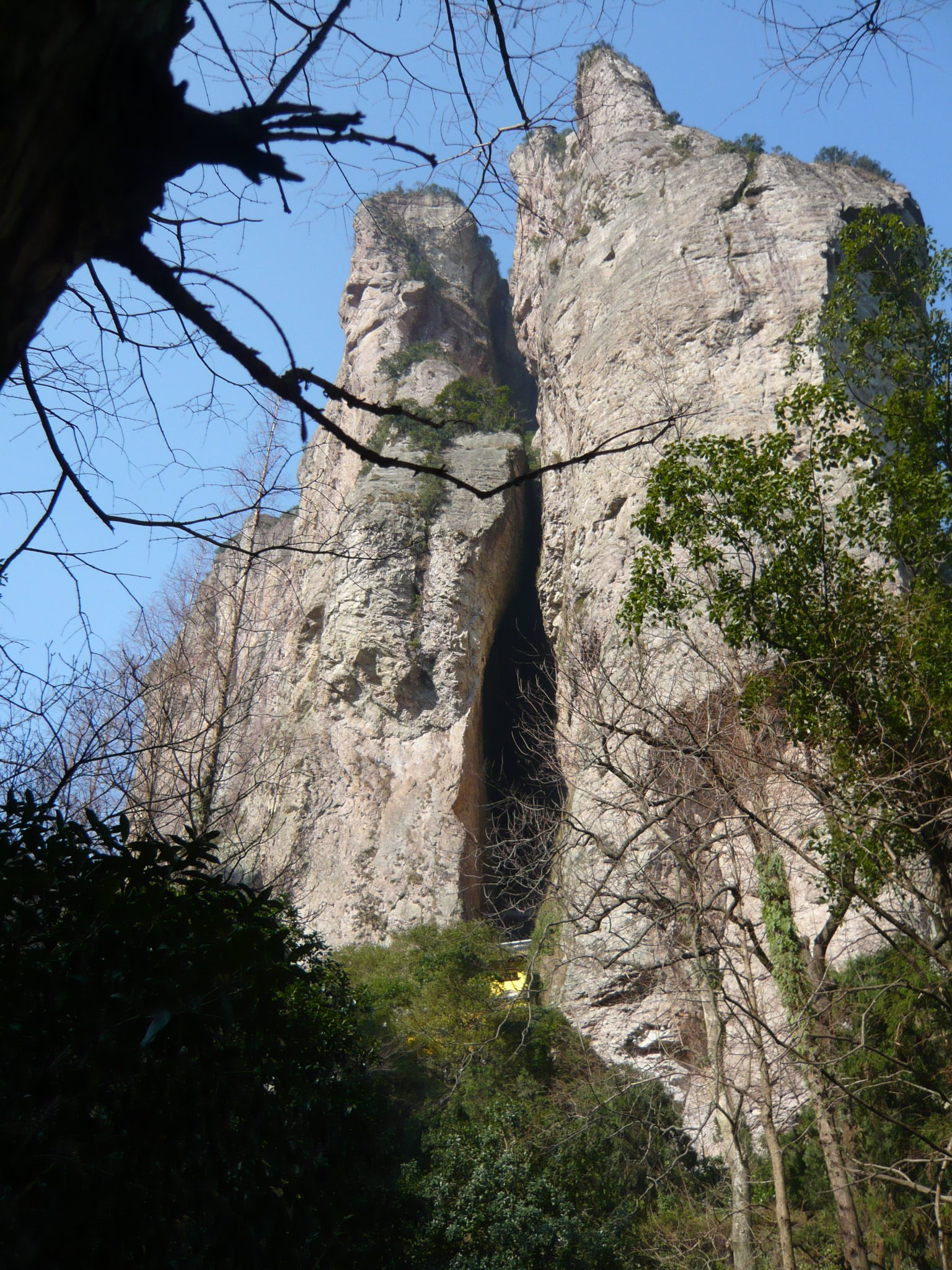
Pic Lingfeng.
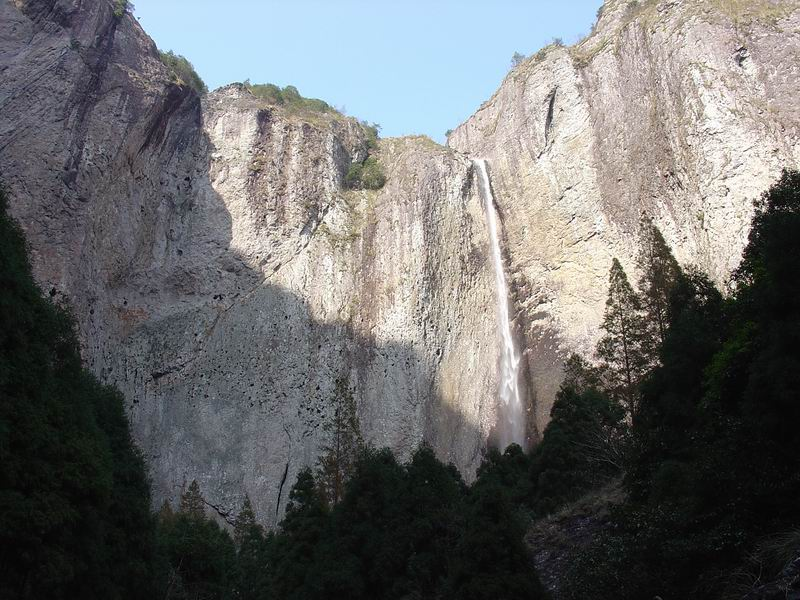
Sous le Grand Dragon.
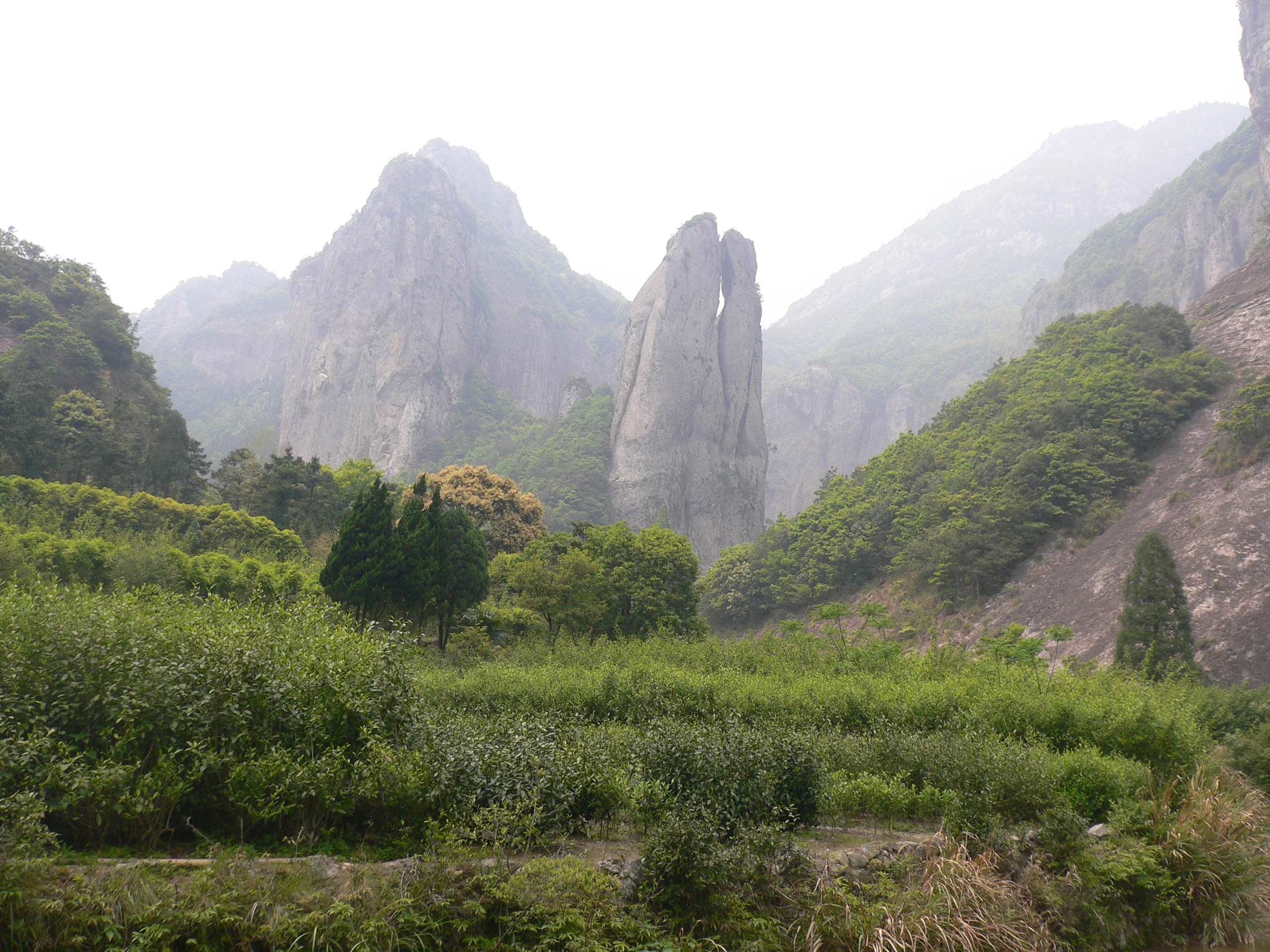
Cime Jiandao.